# Breightmet
Breightmet är en stadsdel i Bolton, i distriktet Bolton, i grevskapet Greater Manchester, i England. Denna ward hade 14 394 invånare år 2021. Breightmet var en civil parish från 1866 till 1898 då den blev en del av Bolton. Denna civil parish hade 1 720 invånare år 1891.